# Continent (hypermarché)
Cet article concerne l'ancienne enseigne française d'hypermarchés Continent. Pour l'enseigne portugaise, voir Continente.
Pour les articles homonymes, voir Continent (homonymie).
Continent est le nom d'une ancienne enseigne d'hypermarchés française, créée en 1972, qui faisait partie du groupe Promodès. Lors de la fusion de ce groupe en 1999 avec le groupe Carrefour, les hypermarchés Continent passent sous l'enseigne Carrefour. Continent comptait, avant la fusion avec Carrefour, près de 250 magasins à travers le monde dont 87 en France métropolitaine.
Au Portugal, l'enseigne Continente en est un vestige ; elle est exploitée par le groupe local Sonae par le biais de sa filiale de distribution, Modelo Continente.

## Dates-clés
- En 1972, Promodès ouvre son cinquième hypermarché et lance sa propre enseigne, « Continent », à Ormesson-sur-Marne. Les autres magasins du groupe, dont celui de Mondeville près de Caen, jusque-là sous franchise Carrefour, changent d'enseigne.
- En 1976, ouverture en février d'un magasin à Bielefeld (Allemagne) puis au mois d'avril  à Valence (Espagne) sous le nom de « Continente »[2].
- En 1977, ouverture du Continent de Torcy (Seine-et-Marne).
- En 1979, les actions Promodès sont introduites à la bourse de Paris.
- En 1981, ouverture du vingtième Continent en France à Wasquehal.
- En 1985, Promodès et le groupe portugais Sonae ouvrent le premier hypermarché du Portugal, à Matosinhos sous l'enseigne « Continente ».
- En 1987, ouverture du premier Continente à Brescia (Italie).
- En 1991, ouverture du premier Continent à Athènes (Grèce).
- En 1995, ouverture du premier Continent à Taïwan.
  - L'hypermarché de Mondeville est le premier à arborer le nouveau logo du magasin, à l'occasion de son transfert et agrandissement dans le centre commercial Mondeville 2 la même année.
- En 1996, ouverture du plus grand hypermarché de la chaîne à Marseille, dans le centre commercial Grand Littoral, sur 16 000 m2.
- En 1999, ouverture du premier Continent à Pékin (Chine).
- En août 2000, le dernier hypermarché Continent de France ferme définitivement ses portes, pour devenir Carrefour.

## Identité visuelle

### Logos
Le premier logo de l'enseigne est un « C » bleu rempli d'un disque rouge qui formait presque l'image d'un béret de marin français. Dans plusieurs versions suivantes, le C s'arrondit autour du disque rouge pour évoquer davantage la forme d'un globe terrestre tournant sur un support.

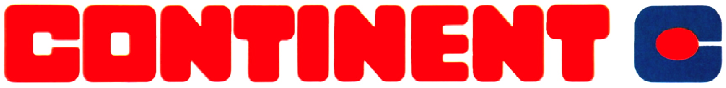
Logo utilisé de 1972 à 1995.
Logo utilisé de 1995 à 2000 avec slogan.
Logo utilisé de 1995 à 2000.
Logo de Continente, utilisé au Portugal.

### Slogans
- 1972 : « Profitez de la vie »
- Jusqu'en 1995 : « L'achat gagnant »

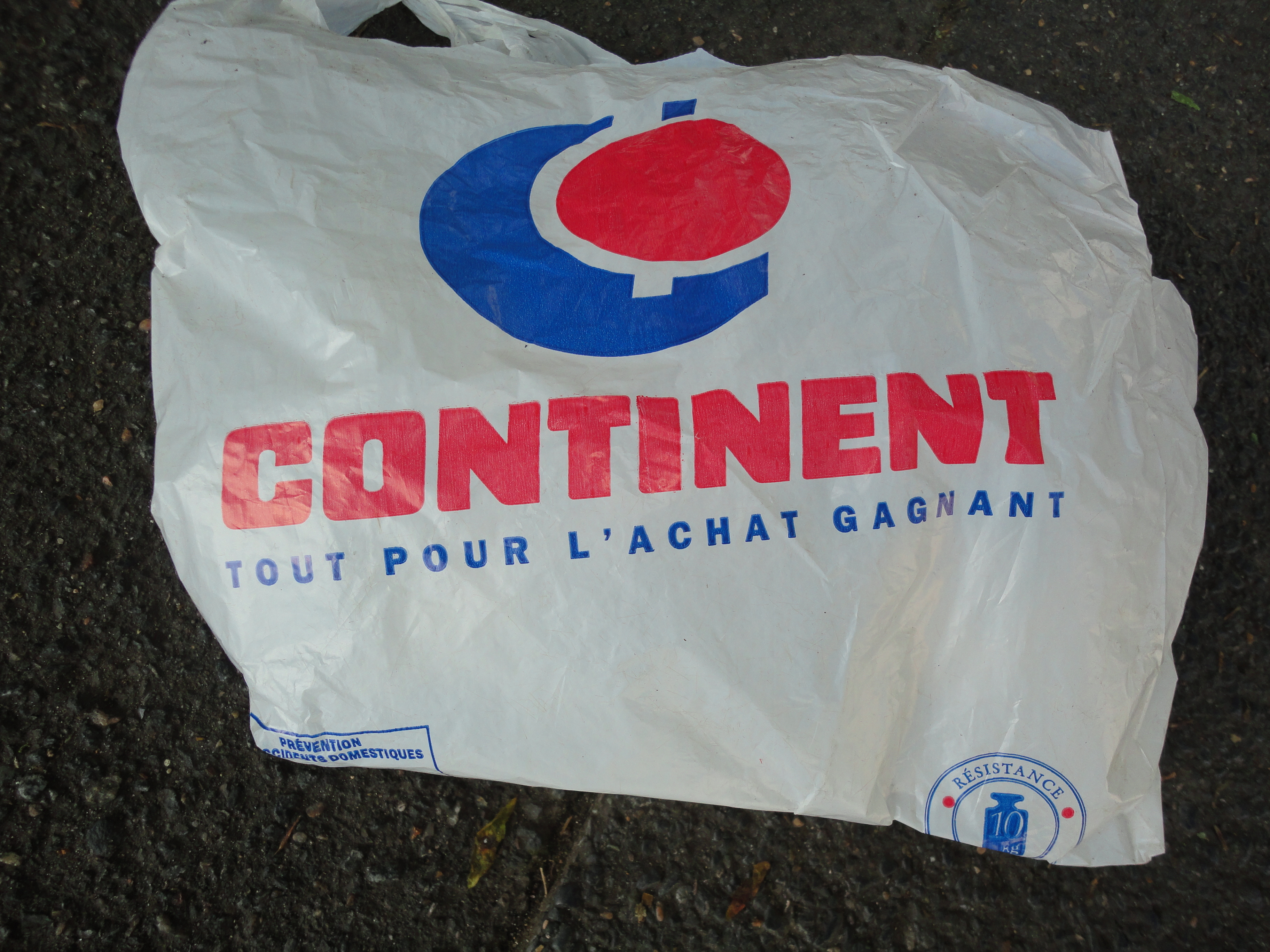
Un sac plastique Continent avec son slogan.

- De 1995 à 2000 : « Tout pour l'achat gagnant »